# Creu d'Èvol
La creu d'Évol, coneguda popularment com la creu del Pedró, és una creu de terme de Guimerà (Urgell) situada damunt d'un marge, a escassos metres del portal d'Évol, al peu del camí del Cementiri. Està inclosa a l'Inventari del Patrimoni Arquitectònic de Catalunya.

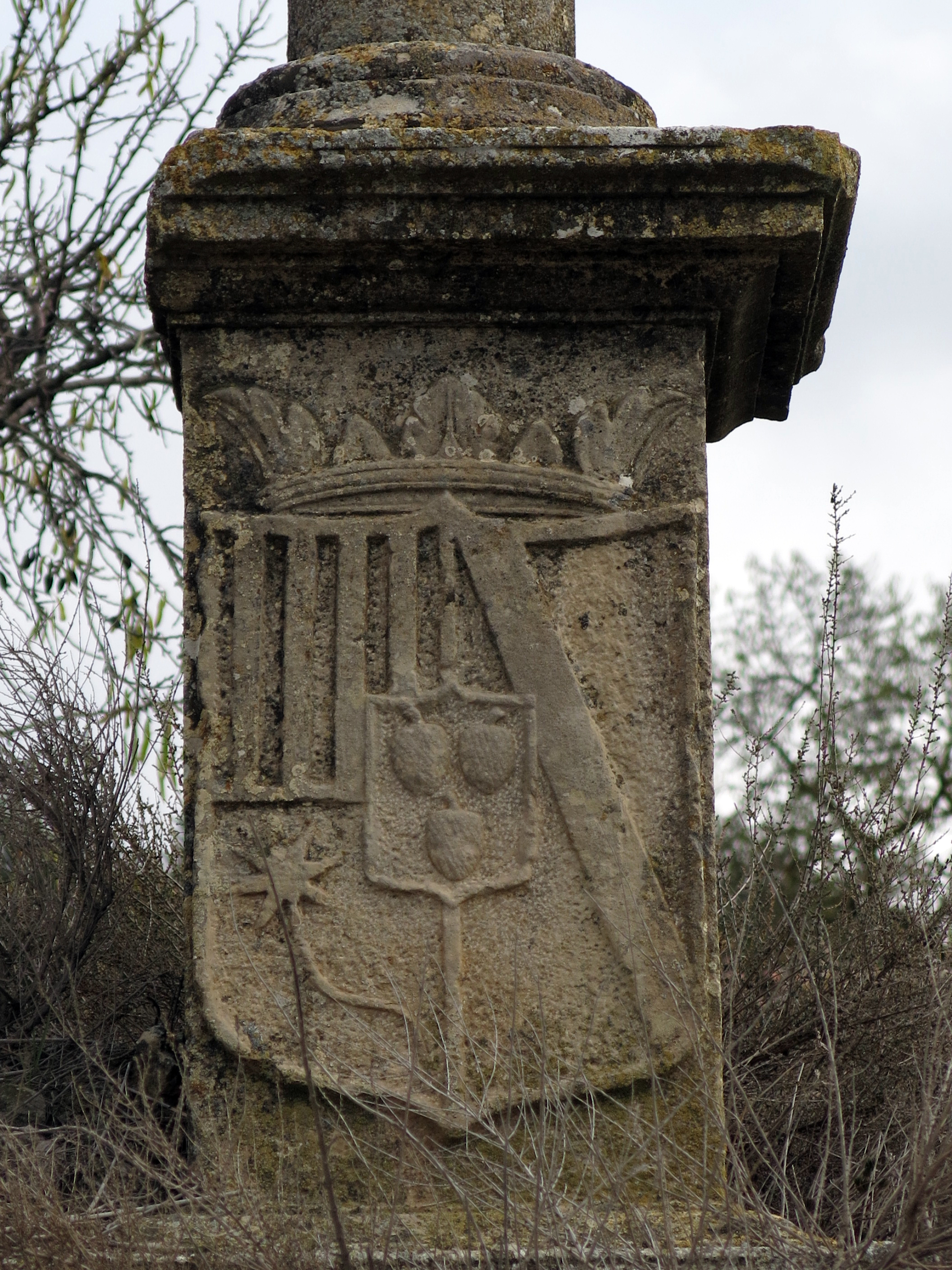
Detall de la creu

## Descripció
Era una creu d'estil renaixentista. El conjunt consta d'un pedestal quadrangular, la base d'un metre d'alçada que sosté un relleix quadrat, i damunt una columna toscana monolítica de 2,4 metres d'alt, que ve coronada al capdamunt per una petita capelleta exempta que allotjava una imatge de Sant Sebastià. De la creu original en resta el pedestal quadrangular i la base, ornamentada als quatre costats, amb dues inscripcions i dos escuts. Un dels escuts és el dels Castre-Pinós, idèntic al del portal d'Évol, amb els símbols de la casa: les bandes catalanes, l'estel dels Castre, les pinyes dels Pinós i la barra en diagonal dels So, vescomtes d'Évol, tot plegat amb la corona al capdamunt atès l'origen reial de la nissaga. A la cara oposada hi ha un altre escut de característiques semblants, afegint-hi les armes d'Anna d'Aragó i Gurrea, muller de Felip Galceran de Castre-Pinós. En les cares nord i sud hi llueix la mateixa inscripció: TEMPORE PHILIPPI PRIMI VICECOMITIS DE EVOLO (feta en temps de Felip primer vescomte d'Évol). El fust i el pedró del coronament són de factura moderna.

## Història

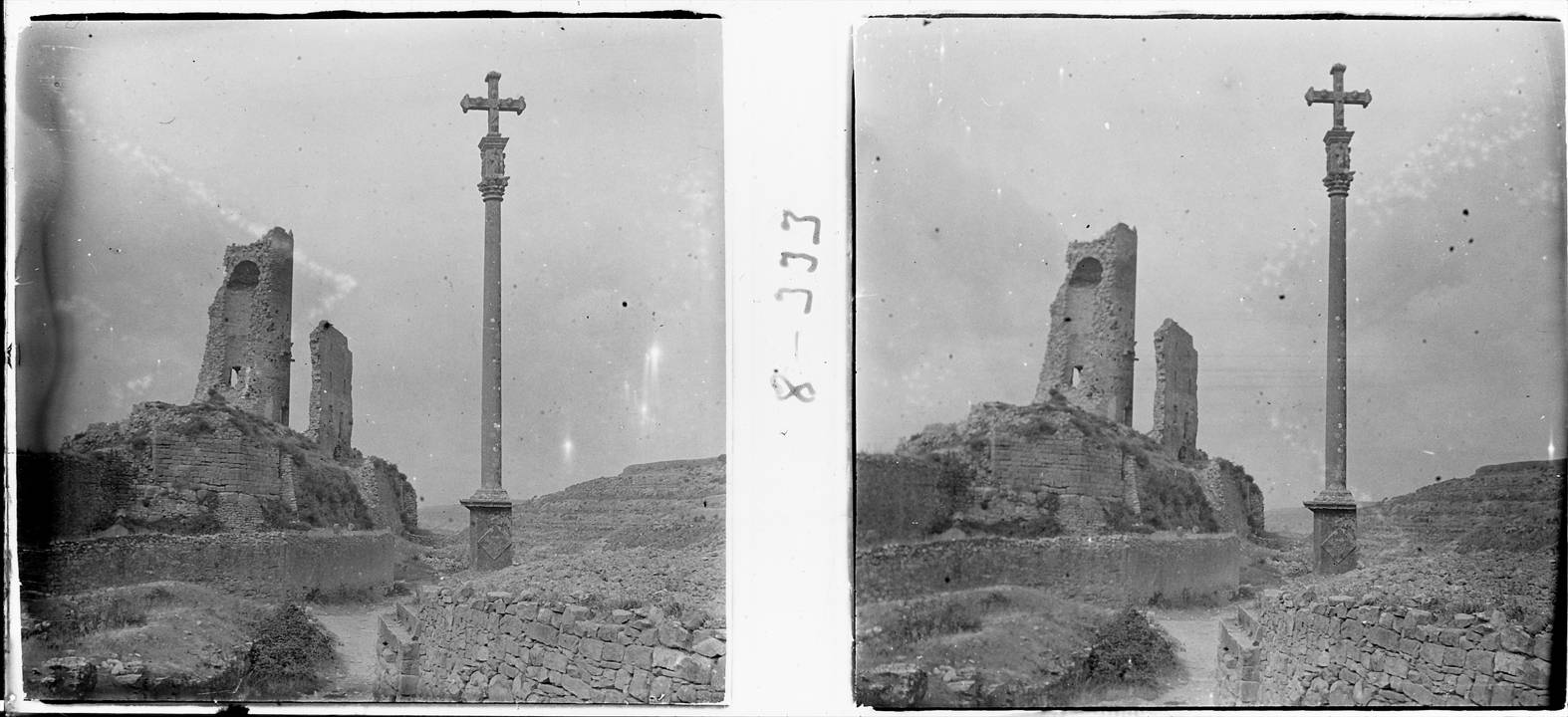
Antiga creu renaixentista

La creu original va ser realitzada pel mateix autor del portal, Pere Xanxa de Ciutadilla. Es podria datar a cavall dels anys 1585 i 1586. La creu fou aterrada el 1936. La creu i el nus originals van ser recollits i es conserven al Museu de Guimerà.